# (3029) Sanders
(3029) Sanders (1981 EA8) – planetoida z pasa głównego asteroid okrążająca Słońce w ciągu 3,35 lat w średniej odległości 2,24 j.a. Odkryta 1 marca 1981 roku.